# Claus Gerloff
Claus Gerloff (* 1. Dezember 1939 in Rostock; † 1. Januar 2009) war ein deutscher Politiker (SPD).
Gerloff machte sein Abitur an der Großen Stadtschule in Rostock und war danach Praktikant bei der Deutschen Reichsbahn. Er studierte an der Verkehrshochschule „Friedrich List“ in Dresden und war danach als Bauleiter bei der Deutschen Reichsbahn im Raum Rostock tätig. 1968 übernahm er beim Nahverkehr Schwerin die Zuständigkeit für die Vorbereitung und Durchführung von Verkehrsbauten. 1990 wurde er Ressortleiter für Energie, Verkehrs- und Nachrichtenwesen der Bezirksverwaltungsbehörde Schwerin.
Gerloff wurde 1989 Mitglied der SPD, wo er Vorsitzender des Kreisverbandes Parchim war. Von 1990 bis 2002 gehörte er dem Landtag von Mecklenburg-Vorpommern an, wo er Parlamentarischer Geschäftsführer, stellvertretender Vorsitzender der SPD-Fraktion und stellvertretender Vorsitzender des Wirtschaftsausschusses war.